# 吉爾吉斯 (昌克勒省)
吉爾吉斯是土耳其的城鎮，由昌克勒省負責管轄，位於該國北部，距離首府昌克勒85公里，海拔高度1,140米，主要經濟活動有農業和畜牧業，2011年人口8,649。

## 外部連結
- District municipality's official website（页面存档备份，存于） （土耳其文）

40°48′N 32°53′E / 40.800°N 32.883°E